# 葉卡捷琳娜·亞歷山德羅娃
葉卡捷琳娜·叶夫根尼耶芙娜·亞歷山德羅娃（俄语：Екатери́на Евгéньевна Алексáндрова，羅馬化：Ekaterina Evgenyevna Alexandrova，1994年11月15日—）是俄羅斯职业网球女运动员，2014年轉職業。她的WTA生涯最高單打排名為第25（2020年2月17日）。